# Via dei Sapiti
Via dei Sapiti è una strada dell'Oltrarno nel centro storico di Firenze, che va da borgo San Jacopo a via dello Sprone (piazza della Passera). 

## Storia e descrizione
Nella pianta del Buonsignori (1584) si vede come questa strada immettesse in borgo San Jacopo attraverso un arco (da cui il nome attestato di chiasso della Volta a San Jacopo) e che dopo aver incontrato via dello Sprone continuava fino a via dei Vellutini costeggiando un isolato che negli anni 1920 venne demolito per realizzare la piazza della Passera. Il nome di chiasso degli Angiolieri, pure attestato ricorda una delle famiglie residenti in borgo San Jacopo (esistente ancora è la torre degli Angiolieri), e così ricorda un'altra famiglia la denominazione di Sapiti. Si ha notizie del notaio ser Andrea de' Sapiti inurbatosi dall'Incisa entro il 1292, e dal 1351 la famiglia venne ammessa al priorato, rivestendo dodici volte la carica di priore, ma mai quella di gonfaloniere di Giustizia; si ricordano tra i suoi membri ambasciatori della Repubblica di Firenze e un capitano Bernardo, operante a Livorno nel 1479. Sua figlia Angiola è forse quella ritratta da Filippo Lippi in un ritratto oggi al Metropolitan Museum of Art di New York.
La via dei Sapiti mantiene oggi un carattere appartato, con la carreggiata che si restringe verso borgo San Jacopo (dove costeggia la casa accanto alla torre dei Marsili che si appoggia con un archetto rampante a quella antistante) e la presenza di edilizia residenziale di carattere popolare, intervallata dai portoni di qualche antica rimessa di cavalli di case affacciate su via Toscanella o su borgo San Jacopo. Interessata da pochi esercizi commerciali, afferenti alla vivace scena di piazza della Passera, resta una via transitata per lo più dai soli residenti. 
Una curiosità è rappresentata da alcuni vani sporgenti in prossimità dell'archetto rampante, che dovrebbero essere stati degli "agiamenti", ovvero latrine che tramite un buco nel pavimento scaricavano direttamente in strada.